# Дуго-Село
Дуго-Село (хорв. Dugo Selo) — город в Хорватии, в Загребской жупании. Население — 8880 человек в самом городе и около 14 тыс. человек в административном районе (2001).

## Общие сведения
Дуго-Село находится в 10 километрах к востоку от столицы страны Загреба в долине Савы, в 7 километрах от самой реки. Дуго-Село объединяет несколько поселений, расположенных у подножия холма Мартин Брег (высота 205 м). В 20 километрах на юго-восток находится город Врбовец.
Город связан со столицей страны автодорогой Загреб — Дуго Село — Врбовец — Бьеловар. Через город проходит железнодорожная линия Загреб — Копривница — Будапешт.
Первое упоминание о городе датируется 1209 годом.

## Экономика
Крупнейшая промышленная отрасль города — пищевая, главным образом виноделие и производство хлебобулочной продукции. На склонах Мартин Брега и в окрестностях города множество виноградников. Также в городе есть предприятия деревообработки и машиностроения.

## Достопримечательности
На холме Мартин Брег — руины старинной церкви св. Мартина.